# Michael Jones (rugbista)
La'auli Michael Niko Jones (Auckland, 8 aprile 1965) è un ex rugbista a 15, allenatore di rugby a 15 e imprenditore neozelandese, per 11 anni terza linea degli All Blacks, con cui si laureò campione del mondo nel 1987.
Fu nove volte campione interprovinciale neozelandese con la formazione di Auckland e due volte campione del Super Rugby con la franchise professionistica dei Blues; nonostante la lunga militanza internazionale, vanta solo 55 test match per via del suo credo religioso nel rispetto del quale non scendeva in campo di domenica.
Da allenatore guidò la Nazionale samoana alla Coppa del Mondo di rugby 2007 e dal 2011 è imprenditore nel ramo della ristorazione. Ritenuto tra i migliori rugbisti di tutti i tempi, e votato terzo miglior internazionale di sempre della Nuova Zelanda, nel 2003 fu ammesso nell'International Rugby Hall of Fame.

## Biografia
Nato ad Auckland, vanta ascendenze samoane da parte di madre; iniziò a giocare a rugby fin dai tempi delle scuole elementari, e divenne presto titolare nella squadra della sua scuola superiore nei ruoli di terza linea ala e numero 8; giocatore molto deciso che non rinunciava a contrasti spesso duri, si guadagnò il soprannome di Iceman (uomo di ghiaccio) sia per via del suo carattere calmo fuori dal campo che per i numerosi impacchi di ghiaccio sui lividi procuratisi in campo.

## Carriera professionale

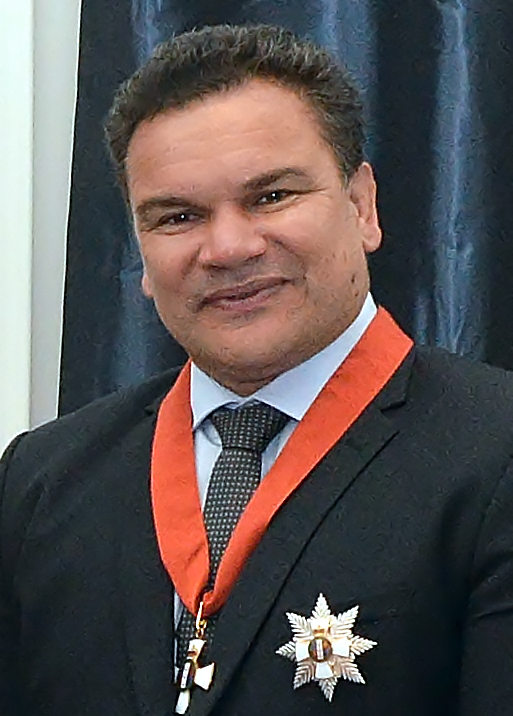
Michael Jones nel settembre 2017

Esordiente per Auckland nel 1985, l'anno seguente fu internazionale per Samoa in ragione delle origini di sua madre; con la Nazionale pacifica disputò un solo incontro, ad Apia, avversario il Galles, poi tornò a disposizione della Nuova Zelanda; dopo un incontro con i New Zealand Barbarians esordì negli All Blacks nell'incontro inaugurale della prima Coppa del Mondo nel 1987 contro l'Italia, passando alla storia come il primo giocatore in assoluto a realizzare una meta in tale competizione, e laureandosi campione del mondo alla fine del torneo.
Fu presente anche alla Coppa del Mondo di rugby 1991 in Inghilterra, figurando anche in essa come realizzatore della prima meta di tale edizione; tuttavia il suo utilizzo non fu mai regolare, in quanto, cristiano osservante, non giocava gli incontri previsti di domenica per rispettare il riposo settimanale; per tale ragione non fu convocato per la Coppa del Mondo di rugby 1995, le cui semifinali e la finale erano previste proprio in tale giorno della settimana.
Nel 1996 divenne professionista e fu inquadrato nella neonata franchise degli Auckland Blues, espressione della provincia di Auckland nel neoistituito campionato del Super 12: di tale torneo vinse con la sua nuova squadra le prime due edizioni, nel 1996 e nel 1997.
Il suo 55º e ultimo incontro con la maglia degli All Blacks fu il 1º agosto 1998 a Christchurch, una sconfitta contro l'Australia nel Tri Nations di quella stagione; un anno più tardi disputò anche la sua ultima stagione di club sia per i Blues che per la provincia di Auckland; si congedò con la sua nona vittoria nel campionato nazionale provinciale neozelandese.
Nel 1997 aveva ricevuto l'onorificenza di membro dell'Ordine al merito della Nuova Zelanda per i suoi servizi al rugby.
Dopo la fine della carriera agonistica Michael Jones si impiegò nell'industria della carne in collaborazione con il suo ex compagno di Nazionale Olo Brown; nel 2003, in occasione della Coppa del Mondo di quell'anno, fu assistente allenatore di Samoa; assunse l'incarico di allenatore-capo della stessa Nazionale l'anno dopo, e lo mantenne fino alla Coppa del Mondo di rugby 2007, quando rassegnò le dimissioni.
Un sondaggio della rivista internazionale Rugby World lo classificò, nel 2000, come terzo miglior All Black del XX secolo dopo Colin Meads e Sean Fitzpatrick.
Nel 2003 fu ammesso nell'International Rugby Hall of Fame.
Dal 2011 è uno dei due licenziatari neozelandesi del marchio statunitense di fast food Carl's Jr...

## Vita privata
Michael Jones è sposato con Maliena, di lui più giovane di sei anni, originaria delle Samoa Americane; la coppia vive ad Auckland e ha tre figli, il più giovane dei quali è nato nel 2010 a dieci anni di distanza dal secondo.
È zio dell'attore KJ Apa.

## Palmarès
- Coppe del mondo: 1
Nuova Zelanda: 1987
- Super Rugby: 2
Auckland Blues: 1996, 1997
- National Provincial Championship: 9
Auckland: 1987, 1988, 1989, 1990, 1993, 1994, 1995, 1996, 1999